# Merodoras nheco
Merodoras nheco é uma espécie de peixe de água doce com nadadeiras raiadas, é a única espécie do gênero Merodoras do bagre (ordem Siluriformes), na família Doradidae. 

## Taxonomia e etimologia
O gênero Merodoras e sua espécie-tipo Merodoras nheco foram descritas em 2007. Pertence à subfamília Astrodoradinae.
O gênero Merodoras vem do grego meros (= parte, porção), em referência a sua Linha lateral incompleta. O sufico -doras é comum na família Doradidae. O epíteto específico é em homenagem a Nhecolândia, distrito em Corumbá, no estado de Mato Grosso do Sul, onde o peixe foi descoberto. A origem do nome do distrito é incerta, sendo "nheco" provavelmente o apelido do fundador.
Em 2013, com base em evidências moleculares, foi reclassificada como pertencente ao gênero Amblydoras. Em 2015 o novo nome, Amblydoras nheco, foi usado em artigo de revisão do grupo Doradidae.

## Distribuição e habitat
Merodoras nheco habita uma porção inundada da bacia do alto rio Paraguai, no oeste do Brasil, chamada Pantanal Matogrossense. Vive em lagos lênticos em áreas alagadas.

## Aparência e anatomia
M. nheco é semelhante a outros doradídeos. Possui três pares de barbilhões (um par maxilar, dois pares mentais), fortes espinhos nas nadadeiras dorsal e peitoral.M. nheco diferencia-se de todos os outros doradídeos por ter suas escamas com espinhos direcionadas ventralmente nos adultos, e de todos os doradídeos exceto Physopyxis cristata por possuir uma linha lateral incompleta. Possui espinha dorsal lisa, em oposição a serrilhada; o único outro gênero com espinhos lisos na nadadeira dorsal é Anadoras. Além disso, possui uma barbatana caudal truncada.  Esta espécie atinge um comprimento de 7,0 centímetros (2,8 pol) em comprimento padrão. 

## Ecologia
M. nheco é presa de por jacarés-de-óculos (Caiman crocodilus yacare) quando seu habitat seca durante o inverno, o que torna esses peixes mais fáceis de capturar.